# Trautmann (Familienname)
Trautmann ist ein deutscher Familienname.

## Namensträger
- Albert Trautmann (1867–1920), deutscher Schriftsteller
- Alfred Trautmann (1884–1952), deutscher Veterinärmediziner und Hochschullehrer
- Andreas Trautmann (* 1959), deutscher Fußballspieler
- Bert Trautmann (1923–2013), deutscher Fußballspieler und -trainer
- Carl Friedrich Trautmann (1804–1875), deutscher Maler und Lithograf
- Catherine Trautmann (* 1951), französische Politikerin
- Chris Trautmann (* 1964), deutscher Übersetzer und Schriftsteller
- Christel Trautmann (1936–2020), deutsche Politikerin (SPD)
- Christian Trautmann (1678–1740), deutscher Gelehrter
- Clemens Trautmann (* 1977), deutscher Klarinettist, Jurist und Manager
- Denis Trautmann (* 1972), deutscher Leichtathlet
- Erich Trautmann (1881–1947), deutscher Jurist
- Erika Trautmann-Nehring (1897–1968), deutsche Grafikerin und Archäologin
- Eva Trautmann (* 1982), deutsche Moderne Fünfkämpferin
- Ferdinand Trautmann (1833–1902), deutscher Arzt, Sanitätsoffizier und Hochschullehrer
- Frank Trautmann (* 1960), deutscher Kameramann
- Franz Trautmann (Schriftsteller) (1813–1887), deutscher Schriftsteller und Maler
- Franz Trautmann (Theologe) (1939–2022), deutscher katholischer Theologe
- Günter Trautmann (1941–2001), deutscher Politikwissenschaftler
- Günther Trautmann (1940–2021), deutscher Mathematiker
- Herbert Trautmann (1948–2006), deutscher Politiker (CDU)
- Hermann Trautmann (1842–1926), deutscher Politiker, MdR
- J. Michael Trautmann, US-amerikanischer Schauspieler
- Jalaludin Trautmann (* 1981), deutscher Kameramann
- Joachim Trautmann (* 1967), deutscher Fußballspieler
- Johann Georg Trautmann (Maler) (1713–1769), deutscher Maler und Grafiker
- Johann Georg Trautmann (Kaufmann) (1805–1888), deutscher Kaufmann und Politiker
- Karl Trautmann (Kulturhistoriker) (1857–1936), deutscher Kulturhistoriker und Theaterwissenschaftler
- Karl Trautmann (Maler) (1901–1978), deutscher Maler
- Karl Trautmann (Fußballspieler) (* 1932), deutscher Fußballspieler und -trainer
- Karl-Heinz Trautmann (* 1930), deutscher Metallgestalter
- Lara Trautmann (* 1988), deutsche Synchronsprecherin und Sängerin
- Lothar Trautmann (1935–2010), deutscher Schauspieler, Regisseur und Intendant
- Ludwig Trautmann (1885–1957), deutscher Schauspieler
- Maria Trautmann (Theologin), deutsche Theologin und Hochschullehrerin
- Maria Trautmann (Musikerin) (* 1990), deutsche Musikerin und Dramatikerin
- Markus Trautmann (* 1970), deutscher katholischer Theologe und Autor
- Mike Trautmann (* 1974), deutscher Leichtathlet
- Monique Trautmann (* 1980), deutsche Sängerin und Songwriterin
- Moritz Trautmann (1842–1920), deutscher Anglist
- Norbert Trautmann (* 1939), deutscher Chemiker
- Oskar Trautmann (1877–1950), deutscher Diplomat
- Otto von Trautmann (1859–1933), deutscher Generalmajor
- Paul Trautmann (Politiker) (1881–1929), deutscher Jurist und Politiker
- Paul Trautmann (Eishockeyspieler) (1916–nach 1937), deutscher Eishockeyspieler
- Petra Trautmann (1921–1967), deutsche Schauspielerin
- Reinhold Trautmann (1883–1951), deutscher Slavist
- Richard Trautmann (* 1969), deutscher Judoka
- Rosemarie Trautmann (Metallgestalterin) (* 1929), deutsche Metallgestalterin
- Rosmarie Trautmann (1938–2016), deutsche Juristin
- Rudolf Trautmann (1908–1944), deutscher Politiker
- Siegfried Trautmann (* 1951), deutscher Wirtschaftswissenschaftler
- Stefan Trautmann (Fußballspieler) (* 1966), deutscher Fußballspieler und -trainer
- Stefan Trautmann (Schiedsrichter) (* 1972), deutscher Fußballschiedsrichter
- Thomas Trautmann (* 1957), deutscher Pädagoge
- Walter Trautmann (1906–1983), deutscher Journalist und Wirtschaftsberater
- Wilhelm Trautmann (Politiker) (1846–1903), deutscher Jurist und Politiker (NLP), MdR
- Wilhelm Trautmann (Fußballspieler) (1888–1969), deutscher Fußballspieler
- Willi Trautmann (1924–1966), deutscher Tischtennisspieler
- William E. Trautmann (1869–1940), US-amerikanischer Gewerkschafter deutscher Herkunft
- Wolfgang Trautmann (Physiker) (* 1943), deutscher Physiker
- Wolfgang Trautmann (Soziologe) (* 1944), deutscher Soziologe